# Pfahlbausiedlung von Frassino
Koordinaten: 45° 26′ 5″ N, 10° 39′ 48″ O

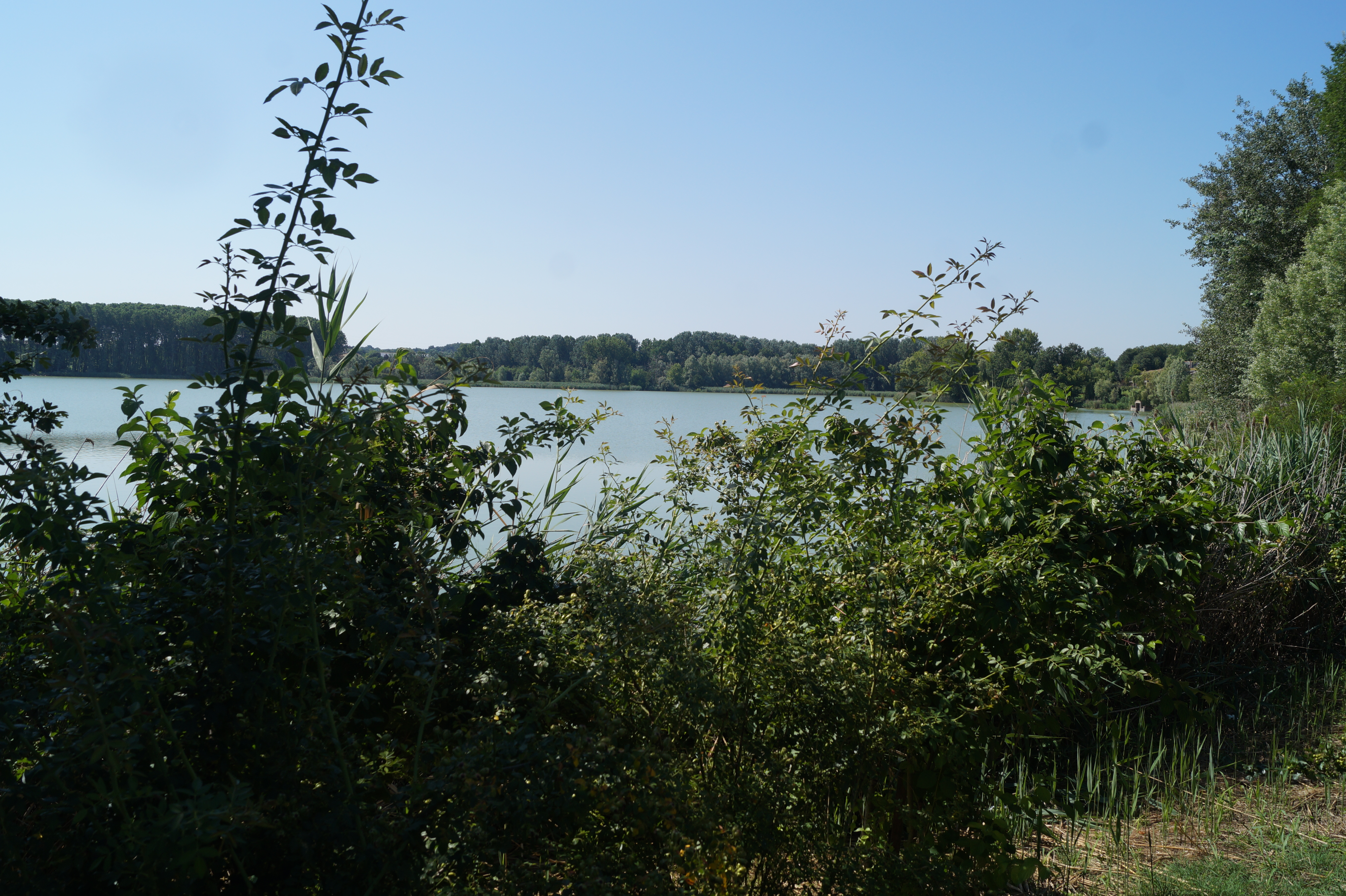
Blick auf die Stelle des Lago di Frassino, wo die Pfahlbausiedlung von Frassino entdeckt wurde

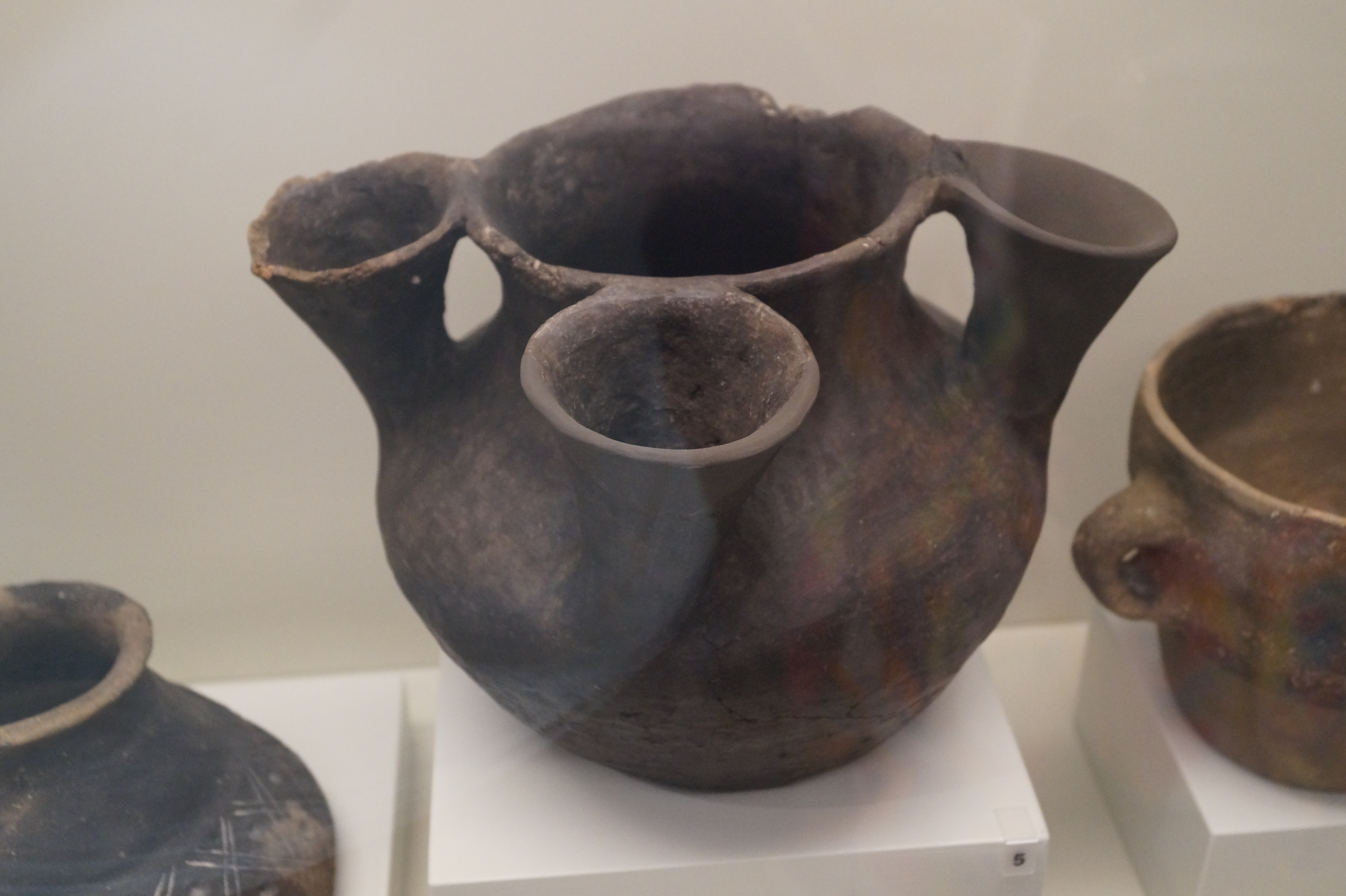
Sphärisches Gefäß mit einer großen Öffnung in der Mitte und vier kleinen Öffnungen (FBZ 2, 1900–1700 v. Chr.)

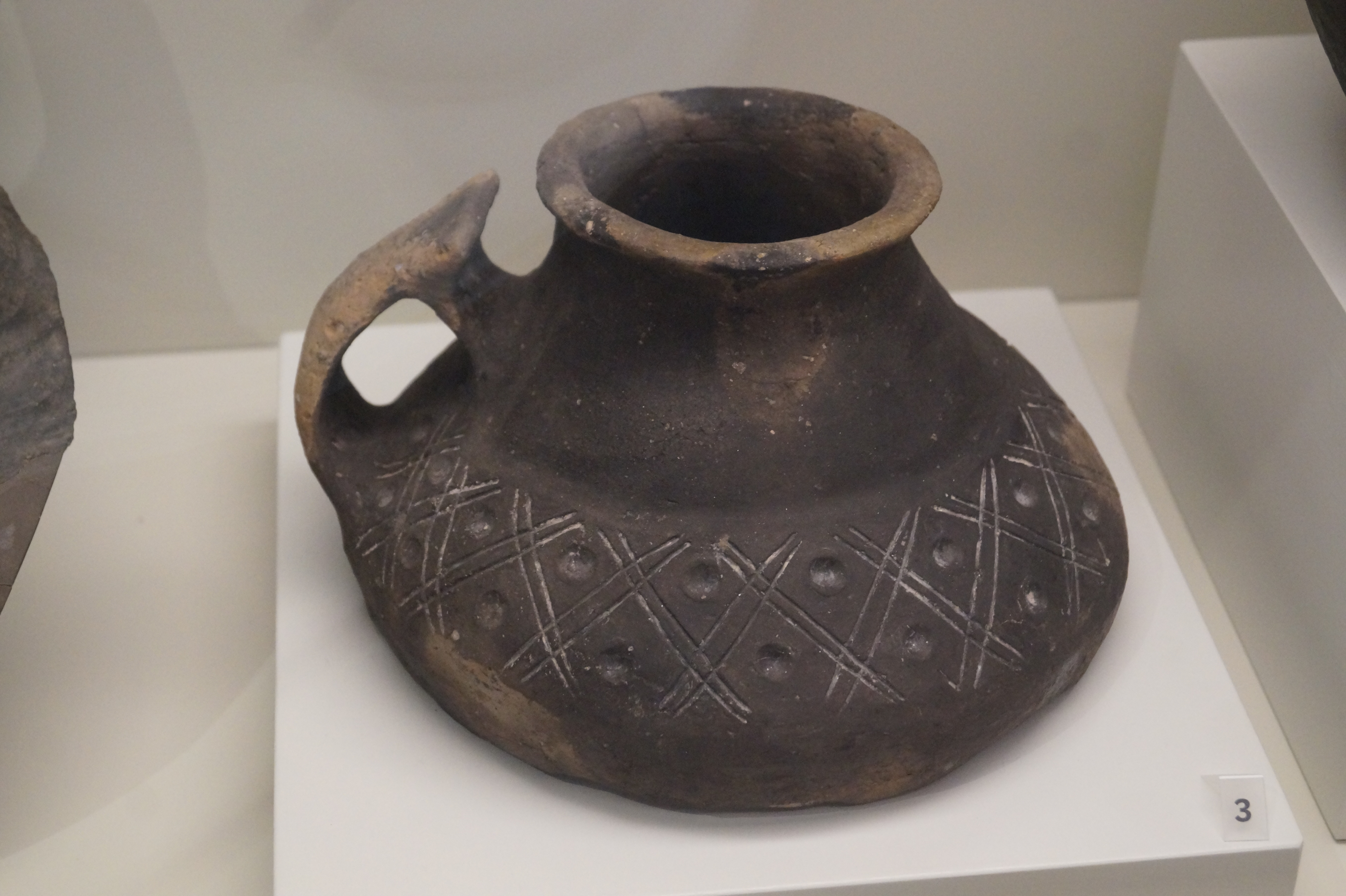
Verziertes, bikonisches Gefäß mit hochgebogenem Griff (Übergangszeit von der frühen zur mittleren Bronzezeit, um 1700 v. Chr.)

Die Pfahlbausiedlung von Frassino (italienisch Sito palafitticolo del Frassino) war eine bronzezeitliche Stelzensiedlung auf dem Lago di Frassino auf dem Gebiet der italienischen Gemeinde Peschiera del Garda. Sie ist eine der 111 Prähistorischen Pfahlbauten um die Alpen, die 2011 in die Liste des UNESCO-Welterbes aufgenommen wurden und hat die Referenznummer 1363-107 oder IT-VN-05.

## Entdeckung und Erforschung
Erste Strukturen wurden Anfang des 19. Jahrhunderts von Torfgräbern entdeckt. Aber erst fast 200 Jahre später führte die Soprintendenza per i Beni Archeologici del Veneto zwischen 1989 und 2000 unter der Leitung von Luciano Salzani und Luigi Fozzati Grabungen durch. 1995 wurde der Lago di Frassino als Natur- und Landschaftsschutz ausgewiesen, der das FFH-Gebiet Laghetto del Frassino bildet. 2011 führte man Bohrungen durch, um die Ausdehnung der Siedlung zu bestimmen und 2014 untersuchte man, ob die Strukturen, die man am Ufer fand ursprünglich an Land oder im See standen. Die Funde wurden nach Verona verbracht und sind dort im Museo Archeologico Nazionale di Verona ausgestellt.

## Beschreibung
Die Pfahlbausiedlung, von der heute am Ufer nichts mehr zu sehen ist, lag im Südwesten des kleinen Sees in der Moränenlandschaft südlich des Gardasees. Sie befand sich unterhalb des Hotels Le Ali del Frassino. Zunächst hatte man nur Pfähle im See in 3–5 m Tiefe gefunden. Durch die Bohrung konnte gezeigt werden, dass Teile der Siedlung sich am heutigen Ufer befanden. Sie hatte eine Nord-Süd-Ausdehnung von etwa 150 m und maß von West nach Ost etwa 120 m, wobei sie einen Streifen von etwa 50 m Breite am heutigen Ufer bedeckte und bis zu 70 m in den See reichte. Durch den dichten Bewuchs mit Röhricht wurden darunterliegende Siedlungsreste geschützt und der Zugang zum See erschwert. Dies führte dazu, dass die Stätte besonders gut erhalten blieb. So können sowohl vertikale als auch horizontale Holzkonstruktionen aus den verschiedenen Epochen studiert werden. Zum Schutz der 1,48 ha großen Siedlung wurde eine Pufferzone von 31,19 ha eingerichtet.
Es konnten zwei Nutzungsphasen festgestellt und mittels Dendrochronologie und über die Funde datiert werden. Die erste Phase datierte in die frühe Bronzezeit (FBZ 2). Die dendrochronologische Untersuchung der Holzpfähle lieferte Zeiten von 1920 bis 1900 v. Chr. und 1890 bis 1870 v. Chr. In dieser Siedlungsschicht fand man den einzigen Bronzefund, einen verzierten Dolch, an dem einst der Griff mit drei Nieten befestigt war. Man entdeckte außerdem einen Teil eines Hefts aus Knochen, Tassen mit hochgebogenem Henkel, Becher, Schüsseln mit „Barche di Solferino“-Verzierung, bikonische und sphärische Gefäße mit Henkeln und ein sphärisches Gefäß mit einer großen Öffnung in der Mitte und vier kleinen Öffnungen, die kreuzförmig um die Mitte angeordnet wurden.
Die Messung der Proben der zweiten und dritten Phase ergab eine Zeitspanne von 1709 bis 1637 ± 12 kal. v. Chr. Die zweite Phase datierte in die Übergangszeit von der frühen zur mittleren Bronzezeit (Ende FBZ 2 bis MBZ 1). In dieser Zeit wurde die Pfahlbausiedlung von etwa 1710 bis 1690 v. Chr. wieder errichtet. Man findet FBZ 2 als auch MBZ 1 Keramiken, aber auch Stücke, die Merkmale aus beiden Perioden vereinen. So findet man Tongefäße mit neuartiger Form und frühbronzezeitlicher „Barche di Solferino“-Verzierung. Typisch für MBZ 1 sind Gefäße mit gekantetem Randteil, wie es bei Metallgefäßen auftritt. Viele Beispiele haben aber noch den hochgebogenen Henkel oder einen Henkel im Lagazzi-Stil wie in der vorhergehenden Periode.
Nach 40-jähriger Konstruktionspause wurden um 1650 v. Chr. während MBZ 1 wieder neue Gebäude errichtet. Man fand Gefäße mit gekantetem Randteil und für die mittlere Bronzezeit typischer Verzierung, halbrunde, kegelförmige und bikonische Gefäße und Tassen mit Fuß oder Peducci.
Während der ersten beiden Phasen verwendete man Stieleiche (Quercus robur) zum Bau der Siedlung, die hierfür ideal geeignet war. In der letzten Phase kam nur noch die minder geeignete Zerreiche (Quercus cerris) zur Anwendung. Dieses Phänomen gilt als Indiz für den Raubbau, den die bronzezeitlichen Bewohner an der Natur betrieben. Am Lago di Frassino fand man auch neolithische Tonwaren aus der ersten Phase der Vasi-a-bocca-quadrata-Kultur (5. Jahrtausends v. Chr.), aber keine dazugehörigen Gebäudereste.